# Gakken Compact Vision TV Boy
Compact Vision TV Boy (TV ボーイ TV bōi?) es una consola de videojuegos para el hogar de segunda generación desarrollada por Gakken y lanzada en Japón en 1983 por un precio de ¥8,800.
El sistema fue hecho para competir con el Epoch Cassette Vision, que tenía un dominio del mercado del 70% en Japón.
La consola fue lanzada meses después de la Nintendo Famicom y la Sega SG-1000 que, aunque eran más caras a ¥15,000, eran más avanzadas y tenían más funciones, así como una biblioteca de juegos más grande; además, Epoch acababa de lanzar la revisión Cassette Vision Jr. por ¥5,000. Estos factores hicieron que la consola quedara obsoleta desde el principio, con un alto precio, pocos juegos y un factor de forma extraño, lo que condujo a ventas deficientes. Como resultado, ahora es un sistema raro y coleccionable.

## Especificaciones técnicas
- CPU: Motorola MC6847[1]
- RAM: 2 Kb[1]
- CPU (cartucho): Motorola MC6801 (8-bit)[1][2] sincronizado a 4 MHz
- Imagen: 128 × 192 píxeles; 9 colores, 4 de los cuales se pueden mostrar al mismo tiempo[2]

## Juegos
Solo se lanzaron oficialmente 6 juegos para el sistema, cada uno se vendió por ¥3,800;
- Excite invaders
- Mr. Bomb
- Robotan Wars
- Super Cobra (地対空大作単戦 Ji taikū taisaku tansen?)
- Frogger
- Urban War Year 200X (市街戦200X年 Shigai-sen 200 X-toshi?)

Cada uno de los juegos está diseñado para un solo jugador.